# Carrington-Cutileiro
Le plan de Carrington-Cutileiro, appelé ainsi en l'hommage à ses créateurs Peter Carrington et l'ambassadeur portugais José Cutileiro, résulte de la conférence tenue par la CEE en septembre 1991 afin d'essayer d'empêcher la Bosnie-Herzégovine de glisser dans la guerre. Ce plan proposait le partage du pouvoir ethnique sur tous les niveaux administratifs et la décentralisation du gouvernement central aux communautés ethniques locales. Cependant, toutes les zones de la Bosnie-Herzégovine seraient classifiées comme Bosniaques, Serbes ou Croates dans le cadre du plan, même aux endroits où la majorité ethnique n'était pas évidente. Au commencement, le plan fut accepté par chacun des trois côtés, mais, par la suite président, Alija Izetbegović décida de ne pas accepter la division ethnique du pays et retira son consentement.